# Novembre 2009 aux États-Unis
Les évènements de novembre 2009 aux États-Unis.
2007 aux États-Unis - 2008 aux États-Unis - 2009 aux États-Unis - 2010 aux États-Unis - 2011 aux États-Unis
 2007 par pays en Amérique - 2008 par pays en Amérique - 2009 par pays en Amérique - 2010 par pays en Amérique - 2011 par pays en Amérique 
Janvier - Février - Mars - Avril - Mai - Juin - Juillet - août -- Septembre - Octobre - Novembre - Décembre

## Chronologie

### Samedi7 novembre 2009
- La Chambre des représentants vote, par 220 voix contre 215, le plan d'assurance santé voulu par le président Barack Obama (Obamacare) violemment attaqué par la majorité des républicains et une minorité de démocrates.

### Vendredi13 novembre 2009
- Le président Barack Obama entame en Asie une tournée de six jours qui doit le mener au Japon, Singapour, Shanghai, Pékin et Corée du Sud.